# Sheridan (Kolorado)
Sheridan – miasto w Stanach Zjednoczonych, w stanie Kolorado, w hrabstwie Arapahoe.